# 9 de juny
El 9 de juny és el cent seixantè dia de l'any del calendari gregorià i el cent seixanta-unè en els anys de traspàs. Queden 205 dies per a finalitzar l'any.

## Esdeveniments
Països Catalans
- 1359 - Barcelona: Batalla naval de Barcelona el 1359, en la que per primer cop una bombarda fou usada per la marina catalana.[1]
- 1462 - Catalunya: hi comença la guerra civil entre Joan II i la Diputació del General de Catalunya.
- 1904 - Barcelona: Inauguració de la Presó Model de Barcelona o Presó Cel·lular Nova.[2]
- 2017 - Catalunya: Carles Puigdemont anuncia la data i pregunta del Referèndum sobre la independència de Catalunya de 2017.
- 2024 - Barcelona: la ciclista neerlandesa Marianne Vos (Team Visma | Lease a Bike) es proclama vencedora de la primera edició de la Volta a Catalunya femenina.[3]

Resta del món
- 411 aC- Atenes (Antiga Grècia): durant la Guerra del Peloponès entre Atenes i Esparta- un cop d'Estat volteja el Govern democràtic atenès. Puja al poder l'oligarquia de Els Quatre-cents, que serà reemplaçada uns mesos després.
- 53- Roma: l'emperador romà Neró es casa amb Clàudia Octàvia.
- 1817 - Santiago (Xile): s'hi encunya de la primera moneda xilena.
- 1924 - Quito, Equador: El Consell d'Estat aprova en una sessió històrica, que Matilde Hidalgo es pugui inscriure en el cens electoral per tenir dret de vot, com demanava, essent la primera dona llatinoamericana a qui se li reconeix –i que exerceix– aquest dret.[4]
- 1959 - Estats Units: hi varen el George Washington, el primer submarí amb míssils balístics.[5]
- 1973 - Espanya: Luis Carrero Blanco és nomenat President del Govern d'Espanya.
- 2006 - Múnic (Alemanya): s'inaugura la Copa del Món de Futbol de 2006.

## Naixements
Països Catalans
- 1673 - València: Baltasar Escrivà d'Íxer i Montsoriu, aristòcrata i erudit valencià, virrei de Mallorca.
- 1876 - Barcelona: Àngela Graupera i Gil, escriptora de novel·les rosa, infermera, conferenciant, activista social i la primera corresponsal de guerra femenina d'Espanya (m. 1940).[6]
- 1930 - Barcelona: Jordi Pujol i Soley, polític català, president de la Generalitat de Catalunya entre 1980 i 2003.[7]
- 1933 - Barcelona: Montserrat Gudiol i Corominas, pintora catalana (m. 2015).[8]
- 1938 - Manacor: Jaume Santandreu Sureda, capellà, escriptor i polític mallorquí.
- 1965 - Barcelona: Sílvia Comes, cantant relacionada amb el món de la cançó d'autor i la poesia.[9]
- 1966 - 
  - Folgueroles, Osona: Cristina Nogué Bori, atleta especialitzada en camp a través i curses de mig fons i fons.[10]
  - Granollers, Vallès Oriental: María Ángeles Olano García, advocada i política catalana, ha estat diputada al Parlament.[11]
- 1968 - Barcelona: Judith Solana Pons, jugadora de basquetbol catalana.[12]
- 1984 - València, Mireia Pérez, autora de còmics, il·lustradora i dissenyadora.[13]
- 1989 - Georgina Carreras Caner, futbolista catalana que ha jugat com a migcampista.[14]

Resta del món
- 1588, Nuremberg: Johann Andreas Herbst, compositor i teòric musical del Barroc.
- 1672, Moscou, Tsarat Rus: Pere el Gran, Tsar de Rússia.
- 1781, Wylam, Northumberland, Anglaterra: George Stephenson, enginyer, inventor de la locomotora (m. 1848).[15]
- 1810, Königsberg, Prússia: Carl Otto Nicolai, compositor prussià (m. 1849).[16]
- 1836, Whitechapel, Londres: Elizabeth Garrett Anderson, primera metgessa britànica (m. 1917).[17]
- 1843, Praga: Bertha von Suttner, novel·lista austríaca, pacifista radical, que obtingué el Premi Nobel de la Pau l'any 1905 (m. 1914).[18]
- 1865, Sortelung, a l'Illa de Fiònia, Dinamarca: Carl Nielsen, compositor danès (m. 1931).[19]
- 1867, Langton Green, Kent: Emma Turner, ornitòloga i fotògrafa d'ocells anglesa (m. 1940).
- 1875,
  - Londres, Anglaterra: Henry Hallett Dale, metge anglès, Premi Nobel de Medicina o Fisiologia de 1936 (m. 1968).
  - Calhoun, Michigan: Lena Sadler, metgessa, cirurgiana i obstetra, líder en temes sobre la salut de la dona (m. 1939).[20]
- 1881, Cincinnati, Ohioː Marion Leonard, actriu de cinema mut nord-americana (m. 1956).[21]
- 1891, Peru, Indiana, Estats Units: Cole Porter, compositor nord-americà (m. 1964).[22]
- 1909, Àvila, Espanya: José Luis López Aranguren, filòsof, assagista i professor espanyol (m. 1996).[23]
- 1915, Waukesha, Wisconsin, Estats Units: Les Paul, guitarrista de jazz nord-americà (m. 2009).[24]
- 1916, San Francisco, Califòrnia, Estats Units: Robert McNamara, Secretari de Defensa dels Estats Units durant el període 1961-68. (m. 2009).[25]
- 1923, Babice: Milena Müllerová, gimnasta artística txecoslovaca, medallista olímpica.[26]
- 1927, Verona (Itàlia): Franco Donatoni, compositor italià (m. 2000).[27]
- 1930, 
  - París: Barbara, cantant, compositora i intèrpret francesa (m. 1997).[28]
  - Benguela, Angola: Alda Lara, poetessa angolesa en llengua portuguesa (m. 1962).[29]
- 1933, Madrid: Marisa de Leza, actriu espanyola de cinema, teatre i televisió.[30]
- 1939, Galati, Romania: Ileana Cotrubas, soprano romanesa.[31]
- 1941, Leicester, Anglaterra: Jon Lord, compositor, pianista i organista anglès conegut per la seva tasca pionera en la fusió del rock amb la música clàssica o la barroca, en especial amb Deep Purple i Whitesnake (m. 2012).[32]
- 1945, 
  - Priego, Castella: Luis Ocaña, ciclista espanyol guanyador del Tour de França (m. 1994).
  - Alma, Michigan: Betty Mahmoody, escriptora estatunidenca i conferenciant, coneguda pel seu llibre No sense la meva filla.[33]
- 1947, París: Françoise Demulder, fotoperiodista de guerra francesa, primera dona a guanyar el World Press Photo of the Year (m. 2008).[34]
- 1948, Nàpols: Costanzo Di Girolamo, filòleg romanista italià.
- 1951
  - Maastricht, Països Baixos: Benny Neyman, cantautor.
  - Los Angeles, Califòrnia (EUA): James Newton Howard, compositor de cinema estatunidenc, vuit vegades nominat per a l'Oscar.[35]
  - Etterbeek, Bèlgica: Françoise Nyssen, editora francesa d'origen belga, ha estat ministra de la Cultura del govern francès.[36]
- 1954, 
  - Bronx, Nova York, EUA: George Pérez, autor de còmics estatunidenc.
  - Nibbiano, Piacenza: Milena Gabanelli, periodista i presentadora televisiva italiana.[37]
- 1956, Miami: Patricia Cornwell, escriptora estatunidenca, especialitzada en gènere policíac.[38]
- 1957, Cabra, Còrdova: Carmen Calvo Poyato, política, jurista i professora espanyola, ha estat Ministra i Vicepresidenta d'Espanya.[39]
- 1963, Owensboro, Kentucky, Estats Units: Johnny Depp, actor nord-americà.
- 1964, Dakar, Senegal: Fatou Guewel, cantant senegalesa.
- 1976, camps de Tindouf, Algèria: Aziza Brahim, artista sahrauí, música i cantant, resident a Catalunya des de 2011.[40]
- 1978, Cambridge, Anglaterra: Matt Bellamy, cantant i guitarrista del grup anglès Muse.
- 1981, 
  - Jerusalem, Israel: Natalie Portman, actriu isrealiano-estatunidenca.
  - Londres: Anoushka Shankar, sitarista i compositora índia.[41]
- 1982, Fukuoka, Japó: Yoshito Okubo, futbolista.
- 1985, Malabo, Guinea Equatorial: Eva Ngui, atleta paralímpica espanyola.[42]

## Necrològiques
Països Catalans
- 1937 - Barcelona: Antoni Rubió i Lluch fou un historiador i intel·lectual català.[43]
- 2016 - Badalona: Joan-Anton Oriol Dauder, escriptor català.
- 2020 - Barcelona: Pau Donés i Cirera, músic català.[44]

Resta del món
- 62, Pandatària: Clàudia Octàvia, emperadriu romana, consort de l'emperador Neró.
- 68, Roma: Neró, emperador romà, se suïcida[45]
- 1717, Blois: Madame Guyon, escriptora, mística i heretge francesa.[46]
- 1817, París: Anne-Josèphe Théroigne de Méricourt, política i feminista francesa durant la Revolució francesa.[47]
- 1825, Florència:Paulina Bonaparte, política francesa, germana de Napoleó[48]
- 1863, Herat, Afganistan: Dost Mohammad Khan, sobirà afganès, que va governar Afganistan del 1826 al 1863 i va fundar la dinastia Barakzay[49]
- 1870, Gads Hill Place, Anglaterra: Charles Dickens, escriptor anglès[50]
- 1871, Kent, Anglaterra: Anna Atkins, botànica i fotògrafa anglesa, pionera de la fotografia científica[51]
- 1884, Valparaíso, Xile: Aníbal Pinto, advocat i polític xilè, president del país entre 1876 i 1881.[52]
- 1892, Edo, Imperi Japonès: Tukioka Yoshitoshi, artista gravador japonès.
- 1927, Anglaterra: Victòria Woodhull, líder estatunidenca del moviment sufragista.[53]
- 1935, Atenes: Euphrosine Paspati, tennista grega que va competir a començaments del segle xx[54]
- 1949, Viena, Àustria: Maria Cebotari, soprano romanesa molt cèlebre en l'àrea germànica (n. 1910).[55]
- 1958, Londres, Anglaterra, Regne Unit: Robert Donat, actor de teatre i cinema anglès.
- 1959, Göttingen, Baixa Saxònia, República Federal Alemanya: Adolf Otto Reinhold Windaus, metge i químic alemany, Premi Nobel de Química de 1928[56]
- 1963, Getxo, Biscaia: José Félix de Lequerica Erquiza, polític i diplomàtic espanyol, Ministre d'Afers Exteriors durant el primer franquisme[57]
- 1974, 
  - Madrid, Espanya: Miguel Angel Ásturias, escriptor i diplomàtic guatemalenc, Premi Nobel de Literatura de l'any 1967[58]
  - Tisbury, Massachusetts: Katharine Cornell, actriu teatral estatunidenca, escriptora i productora teatral (n. 1893).[59]
- 1975, Varsòvia, Polònia: Janina Konarska-Slomimska, pintora, escultora, artista gràfica i il·lustradora polonesa[60]
- 1987, París: Monique Haas, pianista francesa[61]
- 1989, Chicago, Illinois, EUA: George Wells Beadle, genetista estatunidenc, Premi Nobel de Medicina o Fisiologia de l'any 1958[62]
- 1991, Mürzzuschlag, Àustria: Claudio Arrau, pianista xilè d'ascendència catalana[63]
- 1994, La Haia, Països Baixos: Jan Tinbergen, economista neerlandès, Premi Nobel d'Economia de l'any 1969[64]
- 1996, Madrid: Rafaela Aparicio, actriu teatral, televisiva i cinematogràfica espanyola[65]
- 2002, l'Havana: Elena Burke, important cantant cubana de boleros i balades[66]
- 2010, Moscou: Marina Semjonova, ballarina soviètica, la primera prima ballerina formada en aquest país[67]
- 2011, Winterthur: Aida Stucki, violinista i professora suïssa de gran renom internacional[68]
- 2013, Madrid, Espanya:Elías Querejeta Gárate, productor, guionista i director de cinema basc[69]
- 2014, Barnes (Londres): Rik Mayall, actor i escriptor anglès, conegut pel seu paper de Rick a la sèrie Els joves (n. 1958).
- 2019, Montevideo, Uruguai: Adela Neffa, escultora argentina nacionalitzada uruguaiana[70]
- 2022: Matt Zimmerman, actor canadenc[71][72]

## Festes i commemoracions
Països Catalans
Resta del món
- Dia de La Rioja.
- Dia de la Regió de Múrcia.

### Santoral

#### Església Catòlica
- Sants al Martirologi romà (2011):[73] Prim i Felicià de Roma, màrtirs; Efraïm de Síria, monjo; Columba de Iona, abat; José de Anchieta, jesuïta; Diomedes de Nicea, màrtir (s. I); Vicenç d'Agen, màrtir (ca. 300); Maximià de Siracusa, bisbe (594); Ricard d'Andria, bisbe (s. XII); Madrun, vídua.
  - Beats Robert Salt, cartoixà màrtir (1537); Joseph Imbert, jesuïta màrtir (1794); Anna Maria Taigi, mare (1837); Luigi Boccardo, canonge i fundador (1936).
- Sants: Julià de Síria, monjo (ca. 370); Baithen de Iona, abat (599); Cumià de Bobbio, monjo (s. VIII); translació de les relíquies d'Edmund Rich d'Abingdon.
- Beats: Tagí de Magdeburg, bisbe (1012); Ermengarda de Dijon, monja (1147); Silvestre Ventura, monjo de Florència (1348); Heinrich Michael Buch, laic (1666).
- Venerable Marina de Escobar; servent de Déu Àngel Cantons i Fornells, sacerdot claretià.

#### Església Copta
- 2 Paoni: partença del papa Joan XVIII d'Alexandria (1796); aparició dels cossos de Sant Joan Baptista i Elies profeta.

#### Església Apostòlica Armènia
- Sant Gregori l'Il·luminador.

#### Església Ortodoxa (segons el calendari julià)
- Se celebren els corresponents al 22 de juny del calendari gregorià.

#### Església Ortodoxa (segons el calendari gregorià)
Corresponen al 27 de maig del calendari julià litúrgic:
- Sants Terapont de Sardes, bisbe i màrtir; Teodora d'Alexandria, verge i màrtir; Dídim el Soldat màrtir; Alipi de Tagaste, màrtir; Terapont de Bielozersk, abat; Terapont de Monza, abat; Joan el Rus; Eusebiot, màrtir; Hel·ladi, màrtir. Troballa de les relíquies de Nil de Stolbensk (1667); translació de les relíquies de Cebrià de Kíev, Foci de Kíev i Jonàs de Kíev (1472).

#### Església d'Anglaterra
- Sants Columba de Iona, abat; Efraïm de Síria, diaca, himnògraf, Mestre de la Fe.

#### Església Episcopal dels Estats Units
- Sants Columba de Iona, abat.

#### Esglésies luteranes
- Columba de Iona, Aidan de Lindisfarne i Beda el Venerable, mestres, renovadors de l'Església; Església Evangèlica d'Alemanya: Efraïm de Síria.